# God's Not Dead
God's Not Dead é o décimo quinto álbum de estúdio da banda de Pop Rock Newsboys, lançado em 15 de novembro de 2011.
O álbum traz nove versões covers de tradicionais canções de louvor, além de três novas músicas inéditas.

## Faixas
1. "The King Is Coming"
2. "Revelation Song"
3. "Pouring It Out For You"
4. "I Am Second"
5. "Your Love Never Fails"
6. "Mighty To Save"
7. "Here We Stand"
8. "All The Way"
9. "Forever Reign"
10. "More Than Enough"
11. "God’s Not Dead (Like A Lion)" (part. Kevin Max)
12. "Saviour Of The World"

## Banda
- Michael Tait - vocal
- Jody Davis - guitarra, vocal
- Jeff Frankenstein - teclado, baixo, vocal
- Duncan Phillips - bateria, percussão